# Rathaus Löbtau

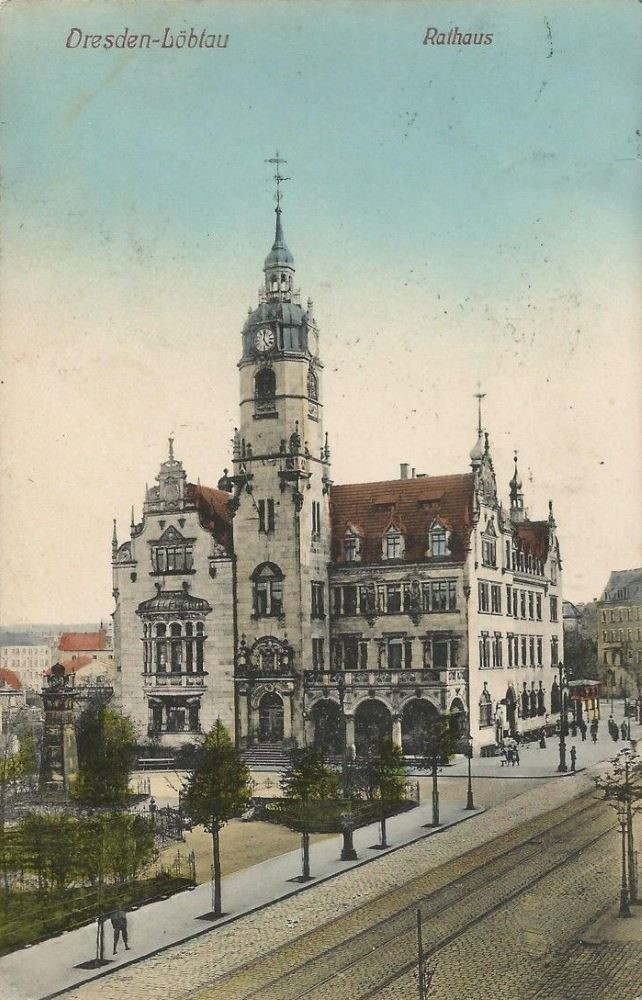
Rathaus Löbtau kurz nach Einweihung (um 1900)

Das Rathaus im Dresdner Stadtteil Löbtau wurde ab 1896 nach Plänen der Architekten Schilling & Graebner erbaut. Beim Luftangriff 1945 wurde das repräsentative Gebäude durch Bomben zerstört. Ein kleines Nebengebäude hat sich erhalten. Heute befindet sich an Stelle des zerstörten Rathauses eine kleine Grünanlage.

## Geschichte

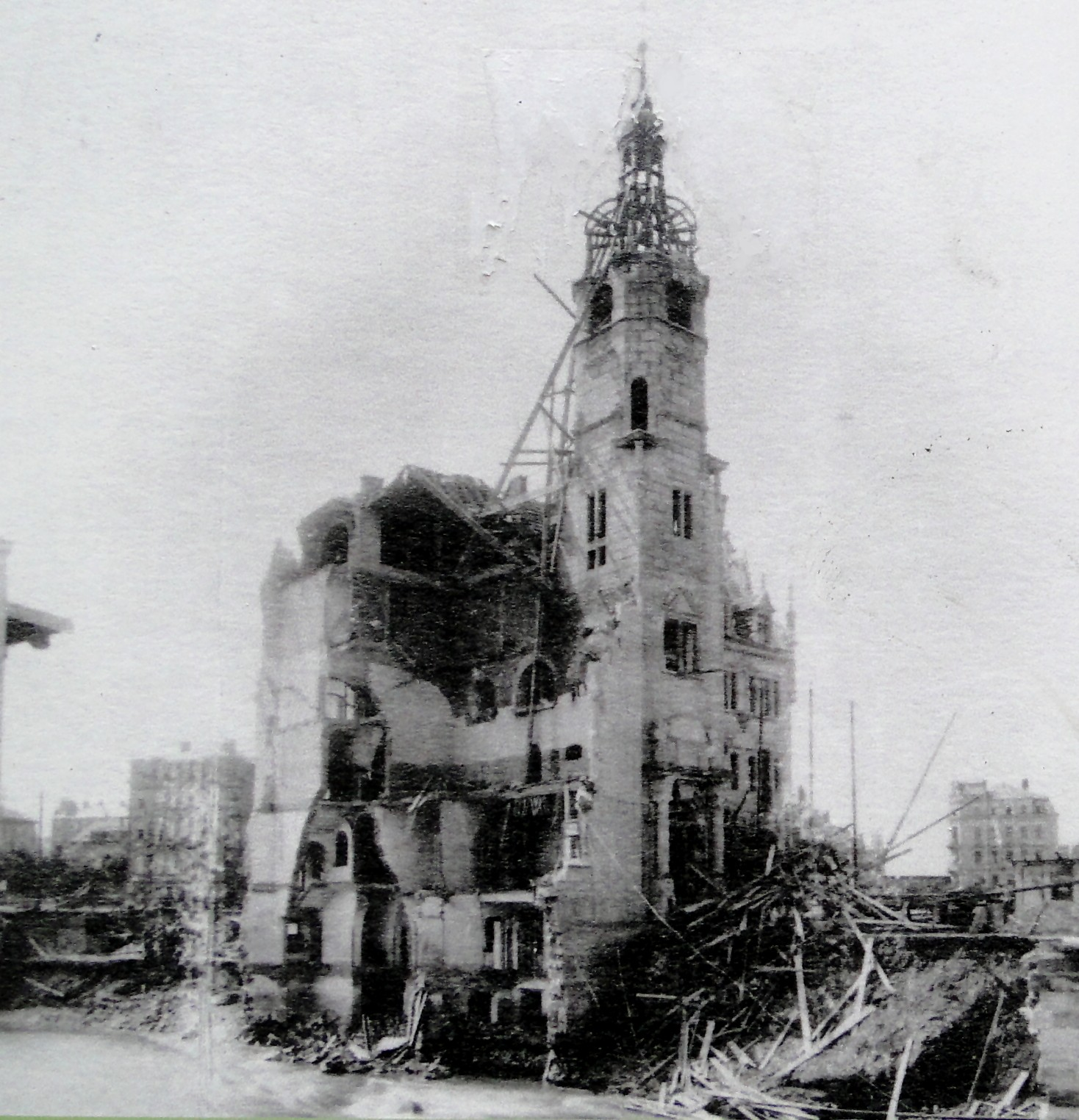
Das durch Hochwasser stark beschädigte Rathaus 1897

Am 22. November 1895 fasste der Gemeinderat des damals noch selbständigen Ortes Löbtau den Beschluss, ein Rathaus zu bauen. Bis dahin waren die Gemeindeverwaltung und andere Einrichtungen in verschiedenen Gebäuden untergebracht, so etwa das Gemeindeamt in einem Schulgebäude in der Wernerstraße. Im Januar 1896 erhielten die Architekten Rudolf Schilling und Julius Graebner, die sich bis dahin vor allem durch den Bau von Kirchen einen Namen gemacht hatten, den Auftrag, einen Entwurf zu erarbeiten. Bereits einen Monat später konnten sie einen vollständigen Entwurf vorlegen, der vom Bau-Ausschuss begutachtet und noch im Februar vom Gemeinderat angenommen wurde. Bestandteil der Planungen war auch ein kleineres Nebengebäude an der Südseite des Hauptgebäudes.
Die Grundsteinlegung erfolgte am 23. April 1896, dem Geburtstag des sächsischen Königs Albert. Der Bau ging gut voran, so dass man den Einweihungstermin für Ende August 1897 plante. Diese Planungen wurden jedoch durch ein katastrophales Ereignis zunichtegemacht: Am 30. Juli 1897 kam es zu einem Hochwasser der Weißeritz, das die erst teilweise fertiggestellte Ufermauer vernichtete und auch den östlichen Pfeiler des beinahe fertigen Rathauses umriss. Der nordöstliche Teil des Gebäudes, in dem sich der Sitzungssaal befand, stürzte ein. Die übrigen Teile des Hauses wurden allerdings nicht in Mitleidenschaft gezogen. Es wurde beschlossen, den eingestürzten Gebäudeteil wieder aufzubauen, während man bereits mit dem Einzug in die unbeschädigten Räume begann. So bezog die Polizeiwache schon am 30. Oktober 1897 das Souterrain des Rathauses, während die Einweihung erst am 9. Oktober 1898 erfolgte.
Bis zur Eingemeindung von Löbtau im Jahr 1903 war das Rathaus wie folgt belegt: Das Meldeamt, die Kasse, die Steuereinnahme und das Armenamt befanden sich im Erdgeschoss, im ersten Obergeschoss gruppierten sich um den zentralen Sitzungs- und Festsaal das Schulamt sowie die Büros des Vorstands, der Sekretäre und weiterer Angestellter. Das zweite Obergeschoss beherbergte das Bauamt, das Standesamt und die Gartenbauverwaltung. Im dritten Stock befand sich unter anderem die Wohnung des Gemeindevorstands. Der Ratskeller wurde dem Namen entsprechend im Untergeschoss eröffnet.

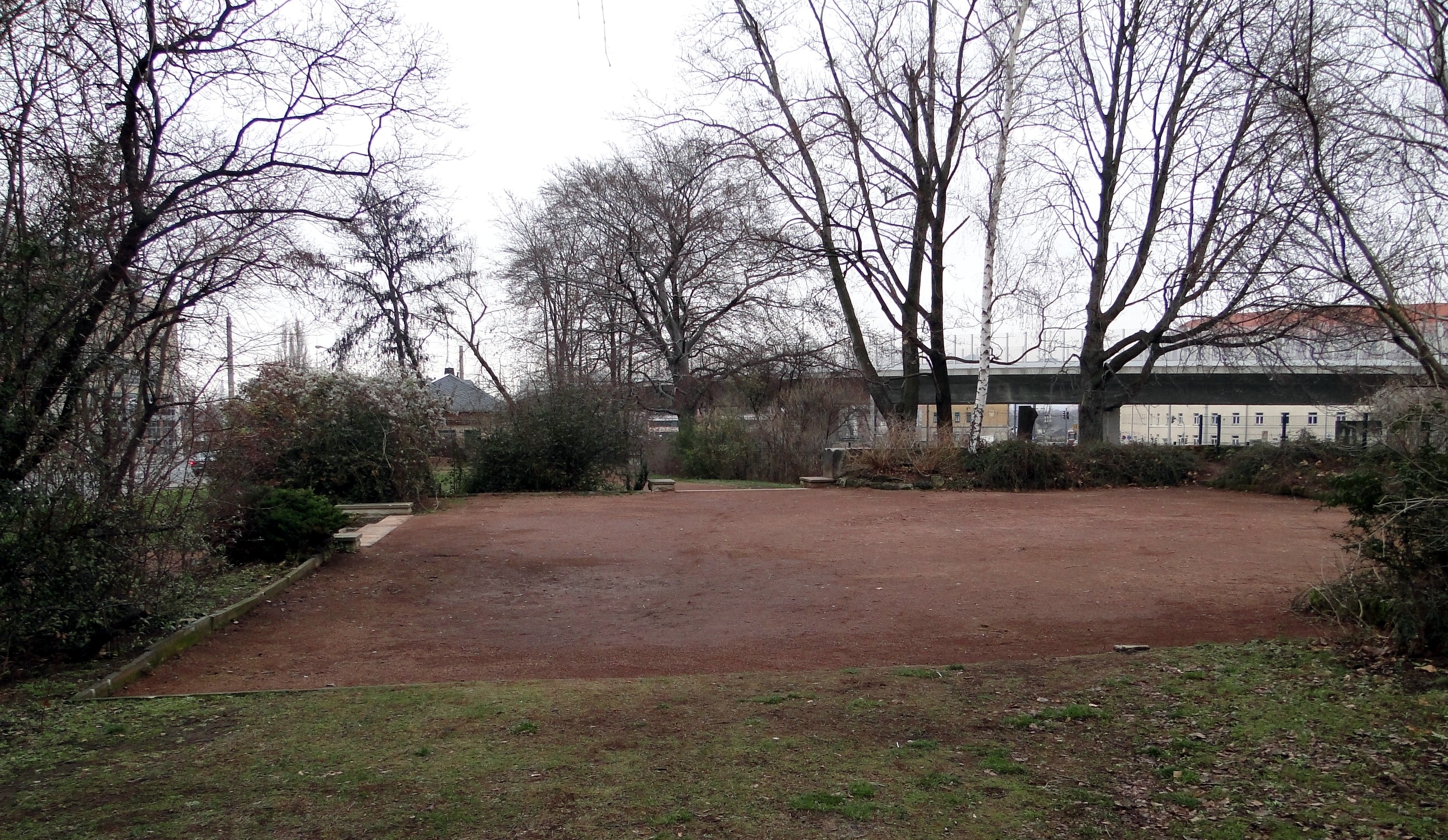
Standort des Rathauses 2009

Nach der Eingemeindung nach Dresden wurde das Rathaus als Stadthaus und Standesamt genutzt. Die Polizeiwache wurde im direkt benachbarten Haus Tharandter Straße 5 untergebracht. Um 1940 befanden sich im Gebäude neben dem Ratskeller eine Filiale der städtischen Sparkasse, das Stadtamt, das Jugendamt, die Mütterberatungsstelle und das Steueramt sowie das Fürsorgeamt. Im Nebengebäude waren die Gaswache und die Gasinspektion West untergebracht.
Bei den Luftangriffen im Februar 1945 wurde das Haus schwer getroffen und anschließend nicht wieder aufgebaut. Das weniger stark beschädigte Nebengebäude wurde vereinfacht wiederhergestellt und diente nach 1950 als Standesamt. Heute befindet sich dort das Kinder- und Jugendhaus T3.

## Baubeschreibung

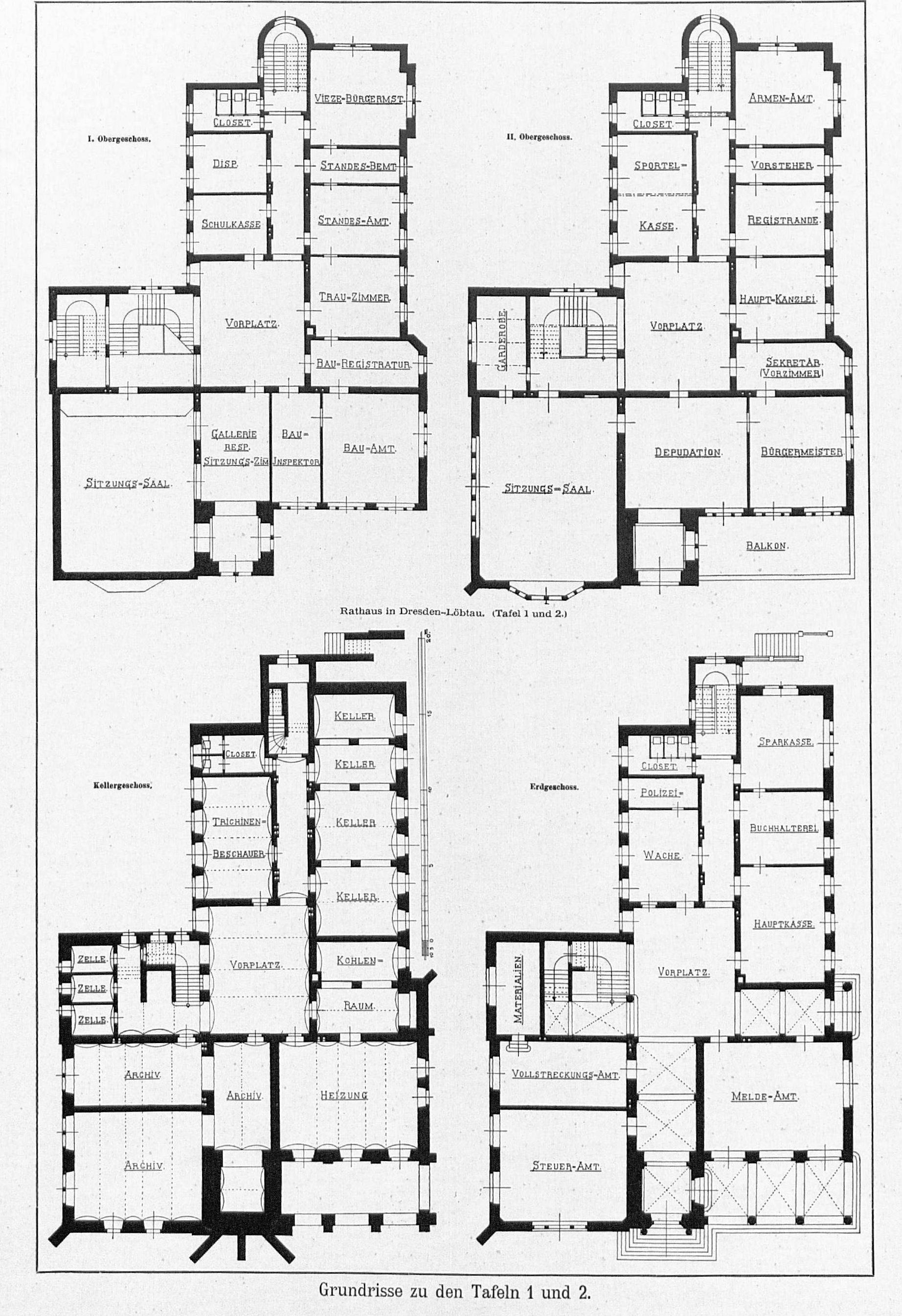
Grundriss

Das viergeschossige Gebäude wurde entlang der Weißeritz mit der Schmalseite nach Norden errichtet. An der repräsentativen Nordseite befand sich auch der 43,75 Meter hohe Turm. Diese Schauseite des Baus war vollständig in Elbsandstein gehalten, lediglich die zur Weißeritz gerichtete Längsseite mit einer Traufhöhe von 14 Metern war über dem Erdgeschoss hell verputzt. Auf der im Vergleich zur Nordseite etwas schlichteren Seite zur Tharandter Straße befand sich ein weiteres Eingangsportal und die deutlich kleinere, aber reich im Stil der Neorenaissance geschmückte, Tür zum Ratskeller.
Im Fuß des Turms befand sich das Hauptportal des Rathauses, „das in seiner köstlichen architektonischen und plastischen Durchbildung als das Juwel des Außenbaues bezeichnet werden darf. Links vom Thurm erhebt sich ein reizvoller Giebelbau, an dem das große Fenster des Sitzungssaales charakteristisch hervortritt. Die Verbindung nach der Ufermauer vermittelt ein Thorbau. Zur Rechten schließt sich an den Turm eine Säulenhalle, die den vom ersten Obergeschoss zugänglichen Austritt trägt.“ Das in diesem zeitgenössischen Bericht erwähnte Fenster des Sitzungssaales bildete einen zweigeschossigen Erker. Der Giebel wurde im Stile der Neorenaissance aufwändig gestaltet.
Das vielteilige Dach war geschmückt mit weiteren Giebeln, Zwerchhäusern und einigen kleineren Gauben im oberen Bereich des Daches. Dazu kam ein Dachreiter. An der Südseite des Gebäudes befand sich ein turmartiges Treppenhaus.
Das Innere des Rathauses wird beschrieben als „ungemein klar und bequem angelegt. Man betritt das Innere durch das Hauptportal an der nördlichen Schmalseite und gelangt in eine Diele, von welcher aus die vom Publikum am meisten besuchten Räume sämmtlich zugänglich sind.“ Von einem zentralen, als „Vorplatz“ bezeichneten Raum in der Mitte des Gebäudes gingen Flure und Büros ab. Im ersten Obergeschoss betrat man von hier aus direkt das Trauzimmer des Standesamtes.